# Leflunomid
Leflunomíd je sintetično predzdravilo iz skupine imunomodulirajočih antirevmatikov (vrsta zdravil za zdravljenje artritisa). V telesu se pretvori v aktivni teriflunomid, ki deluje imunosupresivno oziroma zavira imunski sistem. Uporablja se za zdravljenje aktivnega zmernega do hudega revmatoidnega in psoriatičnega artritisa. Preko zaviranja človeškega encima dihidroorotat-dehidrogenaze kot zaviralec sinteze pirimidinov.

## Klinična uporaba
Leflunomid je odobren za zdravljenje aktivnega revmatoidnega artritisa in aktivnega psoriatičnega artritisa.
Zdravilo je bilo vključeno v klinična preskušanja tudi za nekatere druge bolezni, vendar za njih zdravilo ni odobreno s strani regulatornih organov (npr. za zdravljenje ankilozirajočega spondilartritisa, crohnove bolezni, sarkoidoze ...).

## Odmerjanje
Zdravljenje se običajno začne z odmerkom 100 mg enkrat na dan 3 dni. Priporočeni vzdrževalni odmerek za revmatoidni artritis je 10 do 20 mg na dan, za psoriatični artritis pa 20 mg na dan.

## Neželeni učinki
Neželeni učinki, ki omejujejo odmerek zdravila, so škodljivo delovanje na jetra (hepatotoksičnost), neželeni učinki na pljuča in zaviranje kostnega mozga. Najpogostejši neželeni učinki, ki se pojavijo pri vsaj enem od 100 bolnikov, so: driska, okužbe dihal, izpadanje las, povišan krvni tlak, izpuščaj, slabost, bronhitis, glavobol, bolečina v trebuhu, zvišanje jetrnih parametrov, bolečina v hrbtu, dispepsija, okužbe sečil, omotica, okužbe, bolezni sklepov, srbenje, izguba telesne mase, izguba teka, kašelj, gastroenteritis, faringitis, stomatitis, tenosinovitis, bruhanje, splošna oslabelost, preobčutljivostne reakcije, bolečina v prsih, suha koža, ekcem, parestezije, pljučnica, rinitis, sinovitis, žolčni kamni in zadihanost.

## Kontraindikacije
Med kontraindikacije za zdravilo leflunomid spadajo:
- preobčutljivost (posebno s predhodnim stevens-johnsonovim sindromom, toksično epidermalno nekrolizo, multiformnim eritemom) na zdravilno učinkovino, osnovni aktivni presnovek teriflunomid ali katero koli pomožno snov zdravila
- nosečnost in dojenje
- okvarjeno delovanje jeter
- huda imunska pomanjkljivost (npr. aids)
- občutno okvarjeno delovanje kostnega mozga ali izrazita anemija, levkopenija, nevtropenija ali trombocitopenija (katerih vzrok ni revmatoidni ali psoriatični artritis)
- huda okužba
- zmerna do huda ledvična insuficienca (ni dovolj kliničnih izkušenj pri takih bolnikih)
- huda hipoproteinemija, npr. pri nefrotskem sindromu
- pri ženskah v rodni dobi, ki med zdravljenjem z leflunomidom ne uporabljajo zanesljive kontracepcije

## Mehanizem delovanja
Leflunomid je imunomodulirajoče zdravilo z antiproliferacijskimi lastnostmi. Je predzdravilo, ki se v telesu pretvori v aktivni presnovek teriflunomid. Le-ta zavira encim dihidroorotatna dehidrogenaza. S tem zavira sintezo pirimidinskih nukleotidov in posledično razrast limfocitov T. Učinkovati začne po 6–8 tednih.